# ブリギッテ・ビアライン
ブリギッテ・ビアライン（ドイツ語: Brigitte Bierlein、1949年6月25日 - 2024年6月3日）は、オーストリアの裁判官にして政治家。姓はビーアラインとも表記される。
2019年6月3日から2020年1月7日までの約7カ月間、連邦首相を務めた。同国初の女性首相となる。首相就任までは憲法裁判所 (VfGH) の長官を務めていた。

## 経歴
1949年、ウィーン生まれ。当初は芸術家になることを志望していたが、母親の助言により法曹の道へ進むことになった。ウィーン大学法学部を1971年に卒業し27歳で検察官となった後、法務省刑事課などを経て2003年から2018年までの15年間、憲法裁判所副長官を務めた。2017年末に憲法裁判所長官のゲアハルト・ホルツィンガーが70歳で定年退職すると2018年元日より暫定長官となり、同年2月23日に正式に長官に任命された。
2019年5月、シュトラッヘ副首相のスキャンダル（いわゆる「イビサ島事件」）を発端とした内閣不信任決議によりセバスティアン・クルツ首相が辞任し、憲法裁判所長官のビアラインがアレクサンダー・ファン・デア・ベレン大統領より新首相に指名された。6月3日に男女6名ずつの閣僚からなるビアライン内閣が発足した。2020年1月7日にクルツが2期目の政権を発足させ、ビアラインは首相を退任した。
2024年6月3日に闘病の末に死去。74歳没。

## 人物
ブリギッテ・ビアラインは結婚しておらず、子もいないが、同じく裁判官だったエルネスト・マウラーとパートナー関係にあった。

## ギャラリー

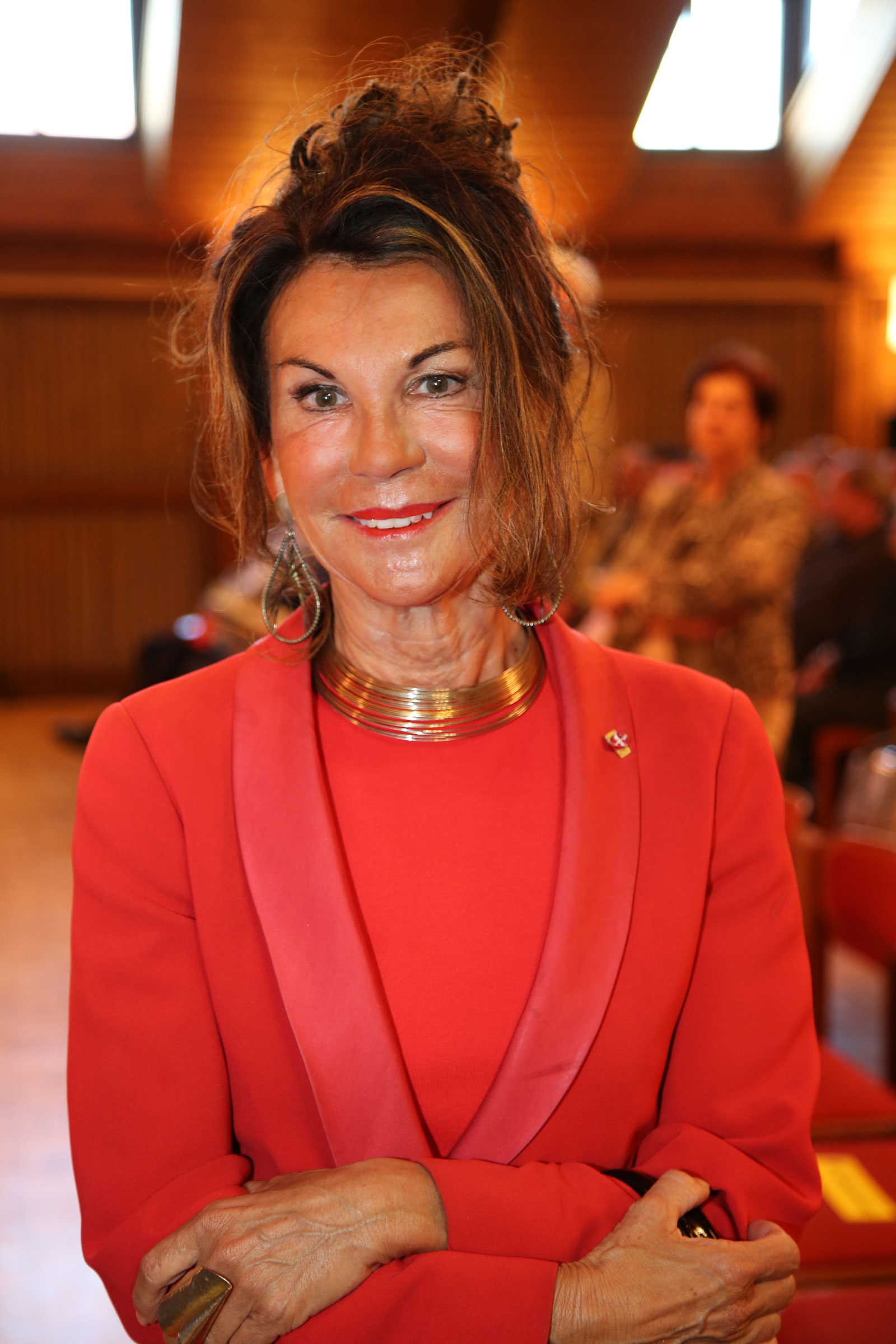
2015年のビアライン
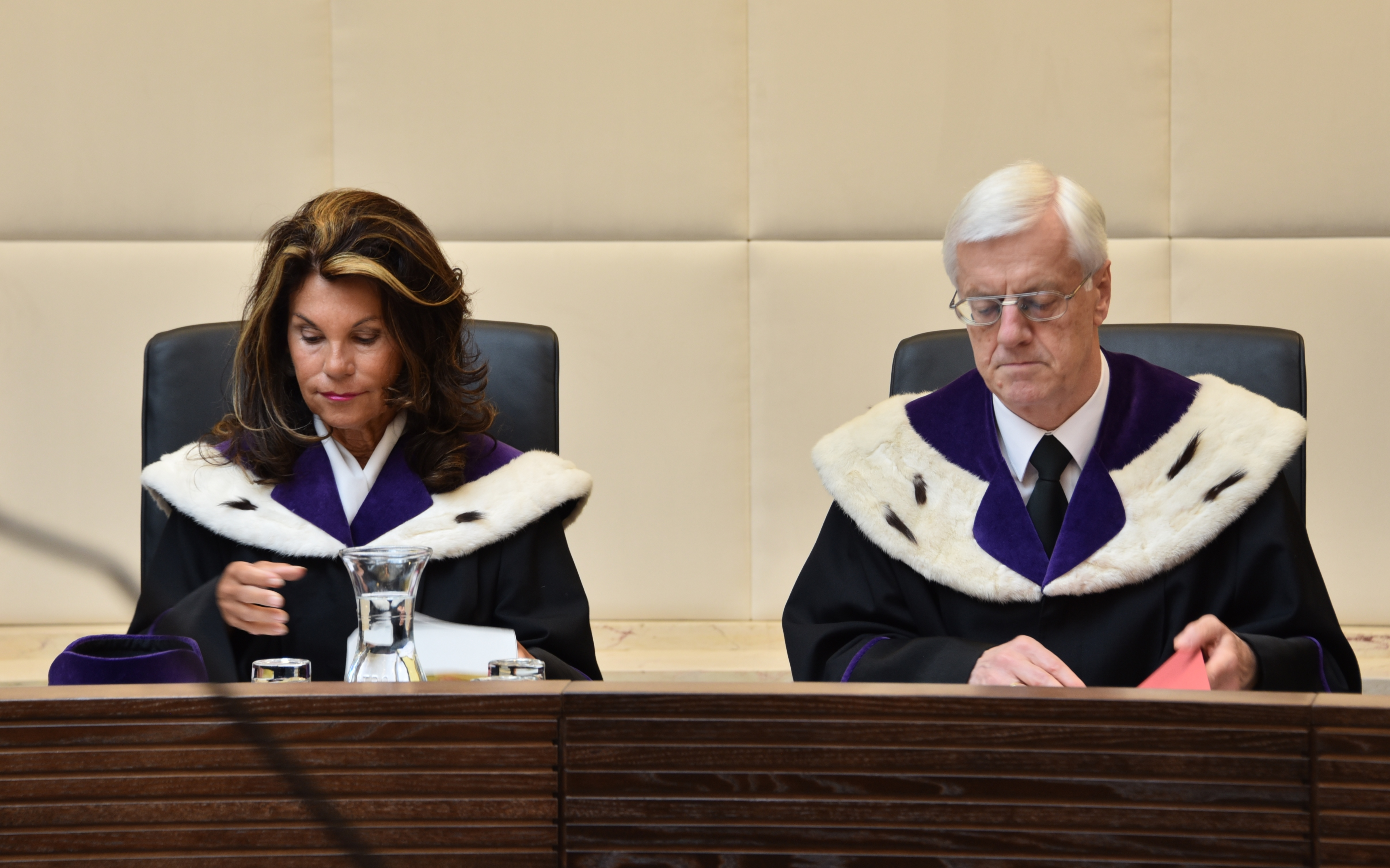
2016年、憲法裁判所副長官だったビアラインとホルツィンガー長官
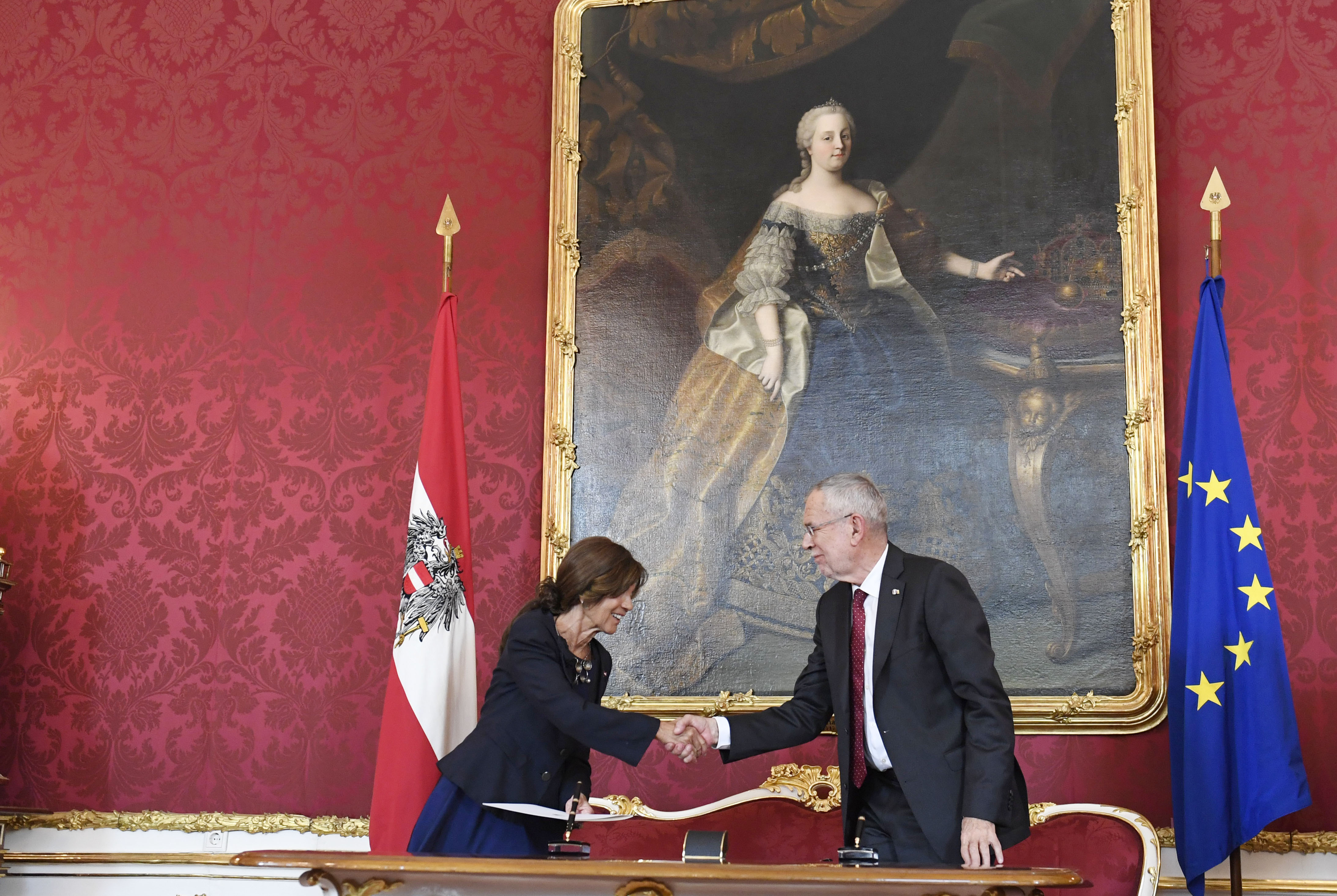
ファン・デア・ベレン大統領に首相に任命されるビアライン
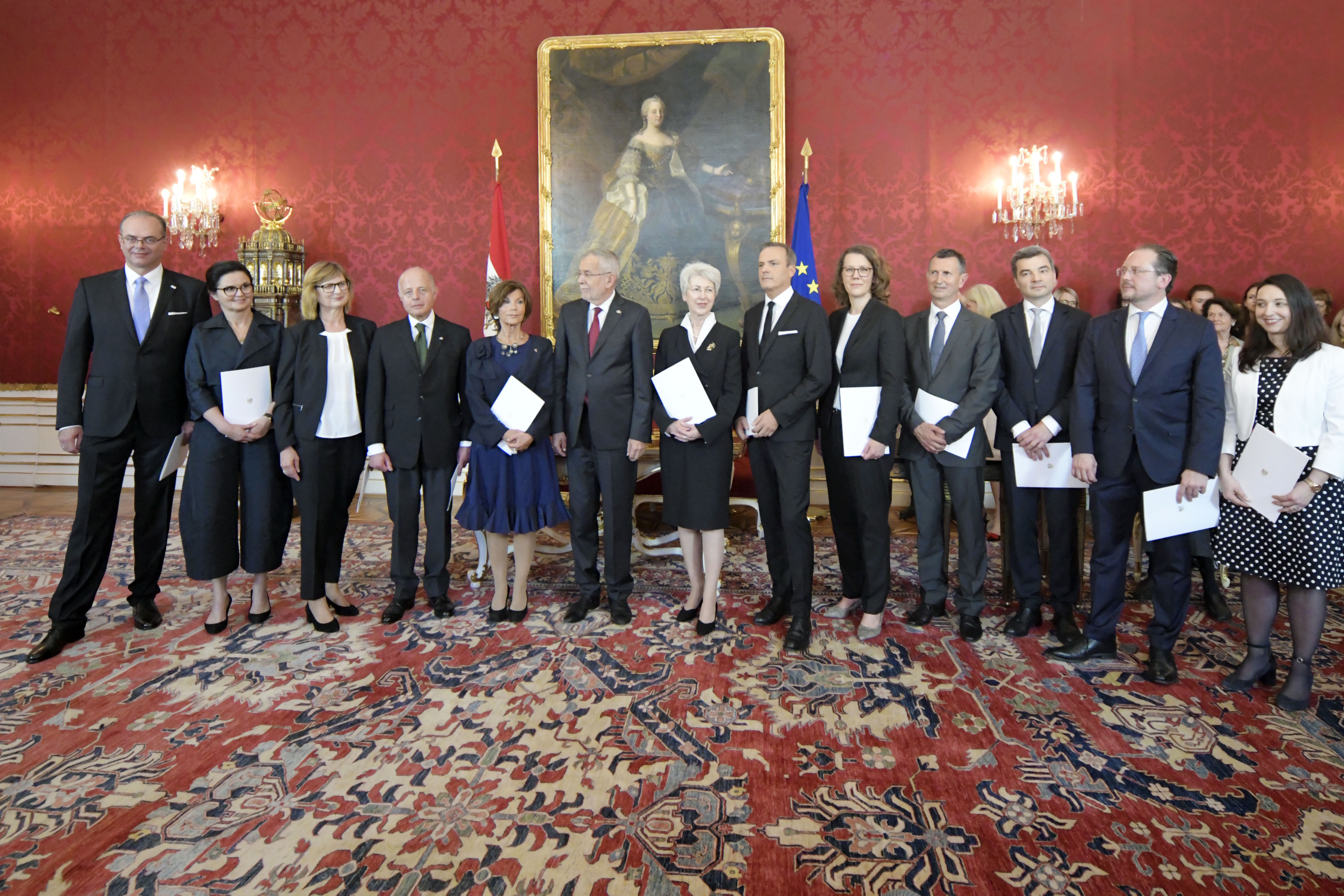
ビアライン内閣